# 吳應熊
吳應熊（1634年—1674年），明末清初将领吴周建立者吳三桂之子。

## 生平
崇禎十七年（1644年），明平西伯吳三桂引清兵入關，大破李自成大順軍。清世祖順治十年（1653年），由昭聖皇太后主婚，吳應熊與建寧公主成婚。由於多爾袞自攝政以來對吳三桂乃用其所長，但始終存有戒心；因此透過政治婚姻使平西王吳三桂的世子吳應熊以額駙的身分留居京師，實際為朝廷的政治人質。
順治十年（1654年）授吳應熊三等子爵，順治十四年加少保兼太子太保。清聖祖康熙七年（1668年）晉少傅兼太子太傅。康熙十二年（1673年）十二月，三藩之變，吳三桂起兵反清的消息傳至北京，吳應熊被捕入獄；納蘭明珠建議，將吳應熊及其子吳世霖處死。
康熙十三年（1674年）四月十三日，吳應熊及吳世霖被處絞，其餘幼子俱免死入官（《清史列傳·吳三桂傳》），但於康熙二十年（1681年）云南平定後仍被一併處死。吳應熊被絞死後，康熙皇帝經常下詔慰藉建寧公主，吳應熊「為叛寇所累」。
康熙十七年（1678年）吴应熊之子吴世璠继位為吳周皇帝，追谥吴应熊为孝恭皇帝。

## 家庭

### 子女
- 吳世霖，1674年与父亲吴应熊一起被处死
- 吳世璠，1678年成为大周皇帝，1681年兵敗自盡
- 吴佳氏，奉国将军噶尔图妻
- 吴氏，恭亲王常宁妾

## 影視形象

### 電視劇
| 年份   | 地區               | 作品           | 演員   |
| 1984年 | 香港無線電視       | 《鹿鼎記》     | 張志強 |
| 1984年 | 臺灣中國電視公司   | 《鹿鼎記》     | 宋憲宏 |
| 1998年 | 香港無線电视       | 《鹿鼎記》     | 戴志偉 |
| 2000年 | 台灣中華電視       | 《懷玉公主》   | 王皓   |
| 2000年 | 香港無線电视       | 《小寶與康熙》 | 卓凡   |
| 2001年 | 中國國際電視總公司 | 《康熙王朝》   | 馬小矛 |
| 2008年 | 中國華夏視聽       | 《鹿鼎記》     | 鍾久夫 |
| 2014年 | 中國華策影視       | 《鹿鼎記》     | 古斌   |
| 2020年 | 中国新丽传媒       | 《鹿鼎记》     | 郭乙桓 |

### 電影
| 年份   | 地區 | 作品               | 演員   |
| 1992年 | 香港 | 《鹿鼎記II神龍教》 | 湯鎮業 |